# 5-포스포메발론산
5-포스포메발론산(영어: 5-phosphomevalonic acid) 또는 포스포메발론산(영어: phosphomevalonic acid)은 메발론산 경로의 대사 중간생성물이다. 5-포스포메발론산은 메발론산 5-포스포트랜스퍼레이스에 의해 메발론산으로부터 생성된다.
|  |

## 같이 보기
- 메발론산
- 메발론산 경로